# Passiflora macfadyenii
Passiflora macfadyenii är en passionsblomsväxtart som beskrevs av Charles Dennis Adams. Passiflora macfadyenii ingår i släktet passionsblommor, och familjen passionsblomsväxter. Inga underarter finns listade i Catalogue of Life.